# Brachytheciaceae
Brachytheciaceae, porodica pravih mahovina u redu Hypnales. Ime je dobila po rodu Brachythecium. Pripada joj oko 570 vrsta

## Rodovi
1. Aerolindigia M. Menzel
2. Brachytheciastrum Ignatov & Huttunen
3. Brachytheciella Ignatov
4. Brachytheciites J.-P. Frahm
5. Brachythecium Schimp.
6. Bryhnia Kaurin
7. Bryoandersonia H. Rob.
8. Bryostreimannia Ochyra
9. Camplothecium Schimp. ex Schur
10. Camptothecium Schimp.
11. Catagoniopsis Broth.
12. Chamberlainia Grout
13. Chionobryum Głow.
14. Cirriphyllum Grout
15. Cratoneurella H. Rob.
16. Cryptoneurum Thér. & P. de la Varde
17. Eriodon Mont.
18. Eurhynchiadelphus Ignatov, Huttunen & T.J. Kop.
19. Eurhynchiastrum Ignatov & Huttunen
20. Eurhynchiella M. Fleisch.
21. Eurhynchium Schimp.
22. Flabellidium Herzog
23. Frahmiella Ignatov, Vanderp. & Y.F. Wang
24. Hedenaesia Huttunen & Ignatov
25. Hedenasiastrum Ignatov & Vanderp.
26. Helicodontiadelphus Dixon
27. Homalotheciella (Cardot) Broth.
28. Homalothecium Schimp.
29. Isothecium Brid.
30. Kindbergia Ochyra
31. Koponeniella Huttunen & Ignatov
32. Kurohimehypnum Sakurai
33. Lepyrodontopsis Broth.
34. Lindigia Hampe
35. Mandoniella Herzog
36. Microeurhynchium Ignatov & Vanderp.
37. Myuroclada Besch.
38. Nobregaea Hedenäs
39. Oticodium (Müll. Hal.) Kindb.
40. Oxyrrhynchium (Schimp.) Warnst.
41. Palamocladium Müll. Hal.
42. Pancovia Neck. ex J.J. Kickx
43. Paramyurium (Limpr.) Warnst.
44. Platyhypnidium M. Fleisch.
45. Pseudokindbergia Min Li, Y.F. Wang, Ignatov & B.C. Tan
46. Pseudopleuropus Takaki
47. Pseudorhynchostegiella Ignatov & Vanderp.
48. Pseudoscleropodium (Limpr.) M. Fleisch.
49. Remyella Müll. Hal.
50. Rhynchocarpidium P. de la Varde & V. Leroy bis
51. Rhynchostegiella (Schimp.) Limpr.
52. Rhynchostegium Schimp.
53. Sainthelenia Ignatov & M. Wigginton
54. Schimperella Thér.
55. Sciuro-hypnum (Hampe) Hampe
56. Scleropodiopsis Ignatov
57. Scleropodium Schimp.
58. Scorpiurium Schimp.
59. Steerecleus H. Rob.
60. Stenocarpidiopsis M. Fleisch. ex Broth.
61. Streblopilum Ångstr.
62. Tomentypnum Loeske
63. Torrentaria Ochyra
64. Trachybryum (Broth.) W.B. Schofield
65. Unclejackia Ignatov, T.J. Kop. & D.H. Norris